# Jitka Borkovcová
Jitka Borkovcová (18. prosince 1936 Praha – 12. dubna 2020) byla zvuková režisérka, mistryně zvuku, technička a technická redaktorka.

## Život
Jitka Borkovcová sa narodila v Praze a po maturitě v roce 1955 nastoupila do Československého rozhlasu jako technička. V roce 1957 se provdala za Jaroslava Borkovce, který byl považován za "politicky nespolehlivého" díky svému pokusu o útěk přes hranice na Západ.
Účastnila se protiokupačního vysílání Československého rozhlasu v srpnu a září roku 1968 z Vinohradské třídy a z Karlína. O rok později, 21. srpna 1969 vysílala při výročí okupace.
V roce 1989 spolu s manželem podepsala petici Několik vět.
Od roku 2001 učila studenty v elévské redakci Českého rozhlasu, kterou založila v devadesátých letech Miluše Tikalová.